# НХЛ у сезоні 1930—1931
НХЛ у сезоні 1930/1931 — 14-й регулярний чемпіонат НХЛ. Сезон стартував 11 листопада 1930. Закінчився фінальним матчем Кубка Стенлі 14 квітня 1931 між Монреаль Канадієнс та Чикаго Блек Гокс перемогою «канадців» 2:0 в матчі та 3:2 в серії. Це четверта перемога в Кубку Стенлі «Монреаль Канадієнс».

## Підсумкова турнірна таблиця

### Канадський дивізіон
| Команда            | І  | В  | П  | Н  | ШЗ  | ШП  | Очки |
| ------------------ | -- | -- | -- | -- | --- | --- | ---- |
| Монреаль Канадієнс | 44 | 26 | 10 | 8  | 129 | 89  | 60   |
| Торонто Мейпл-Ліфс | 44 | 22 | 13 | 9  | 118 | 99  | 53   |
| Монреаль Марунс    | 44 | 20 | 18 | 6  | 105 | 106 | 46   |
| Нью-Йорк Амеріканс | 44 | 18 | 16 | 10 | 76  | 74  | 46   |
| Оттава Сенаторс    | 44 | 10 | 30 | 4  | 91  | 142 | 24   |

### Американський дивізіон
| Команда             | І  | В  | П  | Н | ШЗ  | ШП  | Очки |
| ------------------- | -- | -- | -- | - | --- | --- | ---- |
| Бостон Брюїнс       | 44 | 28 | 10 | 6 | 143 | 90  | 62   |
| Чикаго Блек Гокс    | 44 | 24 | 17 | 3 | 108 | 78  | 51   |
| Нью-Йорк Рейнджерс  | 44 | 19 | 16 | 9 | 106 | 87  | 47   |
| Детройт Фалконс     | 44 | 16 | 21 | 7 | 102 | 105 | 39   |
| Філадельфія Квакерс | 44 | 4  | 36 | 4 | 76  | 184 | 12   |

## Найкращі бомбардири

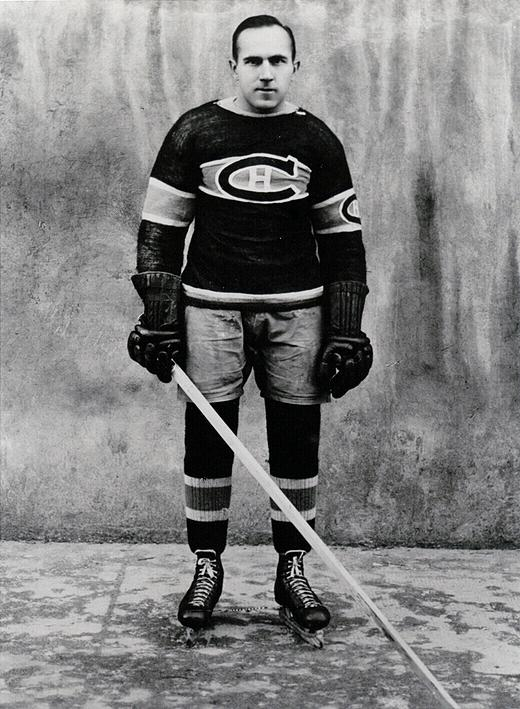
Гові Моренц

| Гравець        | Команда            | І  | Г  | П  | О  |
| -------------- | ------------------ | -- | -- | -- | -- |
| Гові Моренц    | Монреаль Канадієнс | 39 | 28 | 23 | 51 |
| Еббі Гудфеллоу | Детройт            | 44 | 25 | 23 | 48 |
| Чарлі Конахер  | Торонто            | 37 | 31 | 12 | 43 |
| Білл Кук       | Нью-Йорк Рейнджерс | 43 | 30 | 12 | 42 |
| Ейс Бейлі      | Торонто            | 40 | 23 | 19 | 42 |
| Джо Прімо      | Торонто            | 38 | 9  | 32 | 41 |
| Нельс Стюарт   | Монреаль Марунс    | 42 | 25 | 14 | 39 |
| Френк Буше     | Нью-Йорк Рейнджерс | 44 | 12 | 27 | 39 |
| Куні Вейленд   | Бостон             | 44 | 25 | 13 | 38 |
| Бан Кук        | Нью-Йорк Рейнджерс | 44 | 18 | 17 | 35 |
| Орель Жоля     | Монреаль Канадієнс | 43 | 13 | 22 | 35 |

## Плей-оф

### Попередній раунд
| - 24 березня. Чикаго - Торонто 2:2 - 26 березня. Торонто - Чикаго 1:2 ОТ Серія: Чикаго - Торонто 4-3 | - 24 березня. Монреаль Марунс - Н-Й Рейнджерс 1:5 - 26 березня. Н-Й Рейнджерс - Монреаль Марунс 3:0 Серія: Н-Й Рейнджерс - Монреаль Марунс 8-1 |

### Півфінали
| - 24 березня. Монреаль Канадієнс - Бостон 4:5 ОТ - 26 березня. Монреаль Канадієнс - Бостон 1:0 - 28 березня. Бостон - Монреаль Канадієнс 3:4 ОТ - 30 березня. Бостон - Монреаль Канадієнс 3:1 - 1 квітня. Бостон - Монреаль Канадієнс 2:3 ОТ Серія: Монреаль Канадієнс - Бостон 3-2 | - 29 березня. Н-Й Рейнджерс - Чикаго 0:2 - 31 березня. Чикаго - Н-Й Рейнджерс 1:0 Серія: Чикаго - Н-Й Рейнджерс 3:0 |

### Фінал
- 3 квітня. Монреаль Канадієнс - Чикаго 2:1
- 5 квітня. Монреаль Канадієнс - Чикаго 1:2 2ОТ
- 9 квітня. Чикаго - Монреаль Канадієнс 3:2 3ОТ
- 11 квітня. Чикаго - Монреаль Канадієнс 2:4
- 14 квітня. Чикаго - Монреаль Канадієнс 0:2

Серія: Монреаль Канадієнс - Чикаго 3-2
Найкращий бомбардир — Куні Вейленд («Бостон Брюїнс») 5 матчів, 9 очок (6 + 3).

## Призи та нагороди сезону
| Нагороди               | Гравець     | Команда            |
| ---------------------- | ----------- | ------------------ |
| Пам'ятний трофей Гарта | Гові Моренц | Монреаль Канадієнс |
| Приз Леді Бінг         | Френк Буше  | Нью-Йорк Рейнджерс |
| Трофей Везини          | Рой Вотерс  | Нью-Йорк Амеріканс |

| Нагорода               | Клуб               |
| ---------------------- | ------------------ |
| Приз принца Уельського | Бостон Брюїнс      |
| Приз О'Брайна          | Монреаль Канадієнс |
| Кубок Стенлі           | Монреаль Канадієнс |

## Команда всіх зірок
| Перша команда                     | Позиція              | Друга команда                     |
| --------------------------------- | -------------------- | --------------------------------- |
| Чарлі Гардінер, Чикаго Блек Гокс  | Воротар              | Тайні Томпсон, Бостон Брюїнс      |
| Едді Шор, Бостон Брюїнс           | Захисник             | Сільвіо Манта, Монреаль Канадієнс |
| Кінг Кленсі, Торонто Мейпл-Ліфс   | Захисник             | Чинг Джонсон, Нью-Йорк Рейнджерс  |
| Гові Моренц, Монреаль Канадієнс   | Центральний нападник | Френк Буше, Нью-Йорк Рейнджерс    |
| Білл Кук, Нью-Йорк Рейнджерс      | Правий нападник      | Діт Клеппер, Бостон Брюїнс        |
| Орель Жоля, Монреаль Канадієнс    | Лівий нападник       | Бан Кук, Нью-Йорк Рейнджерс       |
| Лестер Патрик, Нью-Йорк Рейнджерс | Тренер               | Дік Ірвін, Чикаго Блек Гокс       |

## Дебютанти сезону
Список гравців, що дебютували цього сезону в НХЛ.
- Арт Чепмен, Бостон Брюїнс
- Елвін Ромнес, Чикаго Блек Гокс
- Джонні Ганьйон, Монреаль Канадієнс
- Дейв Керр, Монреаль Марунс
- Алекс Левінскі, Торонто Мейпл-Ліфс
- Боб Грейсі, Торонто Мейпл-Ліфс

## Завершили кар'єру
Список гравців, що завершили виступати в НХЛ.
- Берт Маккаффрі, Монреаль Канадієнс
- Бейб Дай, Торонто Мейпл-Ліфс